# Anthisnes
Anthisnes (in vallone Antene) è un comune belga di 4 011 abitanti, situato nella provincia vallona di Liegi.